# Ona Carbonell
Pour les articles homonymes, voir Carbonell.
Ona Carbonell Ballestero, née le 5 juin 1990 à Barcelone, est une nageuse synchronisée espagnole.

## Carrière
Ona Carbonell remporte aux Jeux olympiques de 2012 la médaille d'argent en duo avec sa partenaire Andrea Fuentes et la médaille de bronze par équipes avec Andrea Fuentes, Clara Basiana, Alba Cabello, Margalida Crespí, Thais Henríquez, Paula Klamburg, Irene Montrucchio et Laia Pons.